# Стадіонна вулиця (Київ, Солом'янка)
Стадіо́нна ву́лиця — вулиця в Солом'янському районі міста Києва, місцевості Солом'янка, Залізнична колонія. Пролягає від вулиці Митрополита Василя Липківського до Тополевої вулиці.
Прилучаються вулиця Патріарха Мстислава Скрипника, Стадіонний провулок, Богданівська і Гладківська вулиці та проспект Повітряних Сил.

## Історія
Вулиця виникла в 20-х роках XX століття. Сучасна назва — з 1928 року, від розташованого поблизу стадіону «Локомотив».
Простягалася від теперішнього проспекту Повітряних сил України до Богданівської вулиці. У 1940-ві — 1950-ті роки продовжена до Тополевої вулиці, у 1970-ті роки — до вулиці Патріарха Мстислава Скрипника.
У 1981 році до Стадіонної вулиці приєднано Бригадирську вулицю, що виникла 1910 року під назвою Покровський провулок (від розташованої поблизу Покровської церкви). Остаточно стару забудову знесено в 1-й половині 1970-х років.

## Зображення

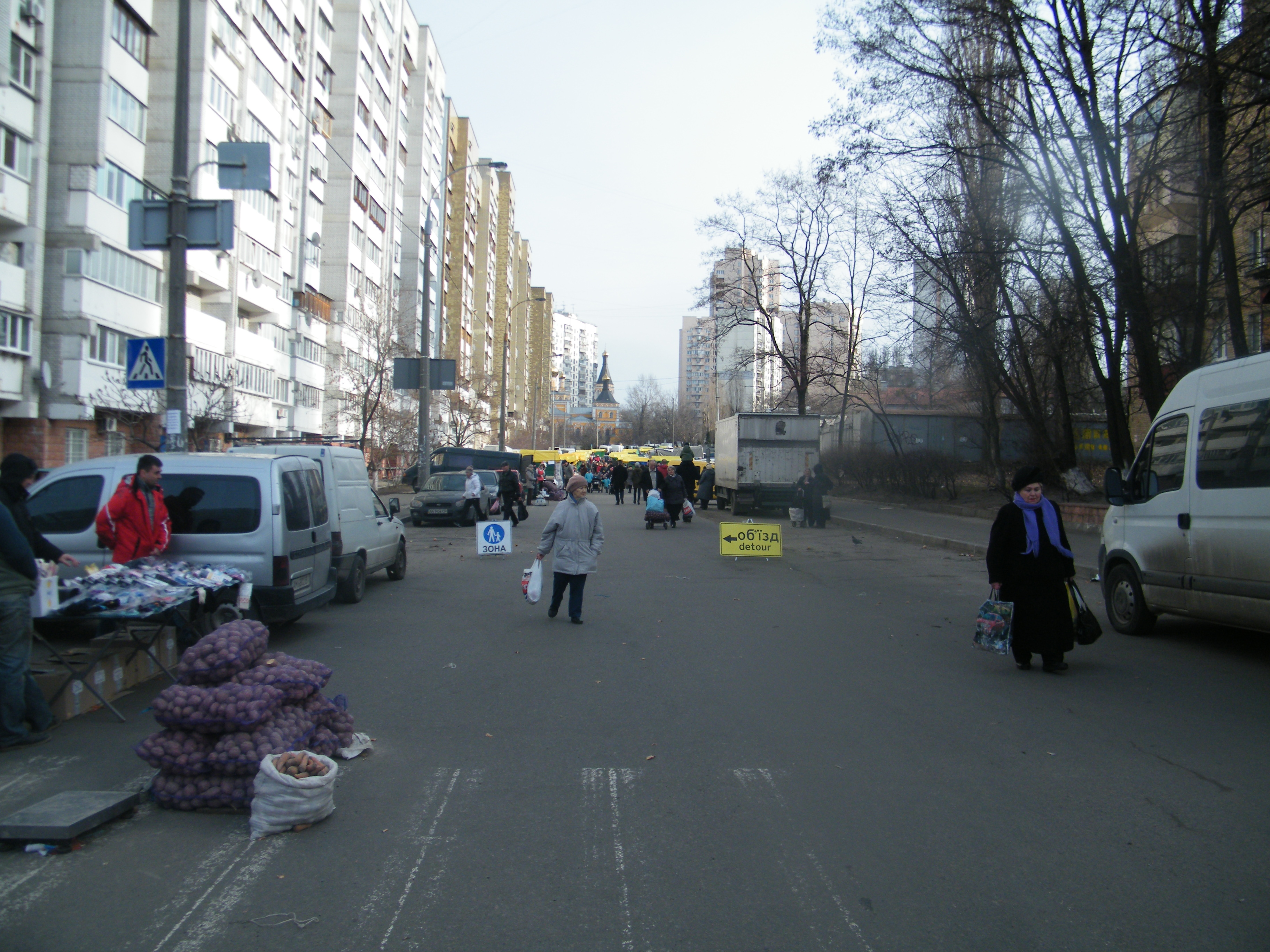
На розі зі Стадіонним провулком у північно-західному напрямку
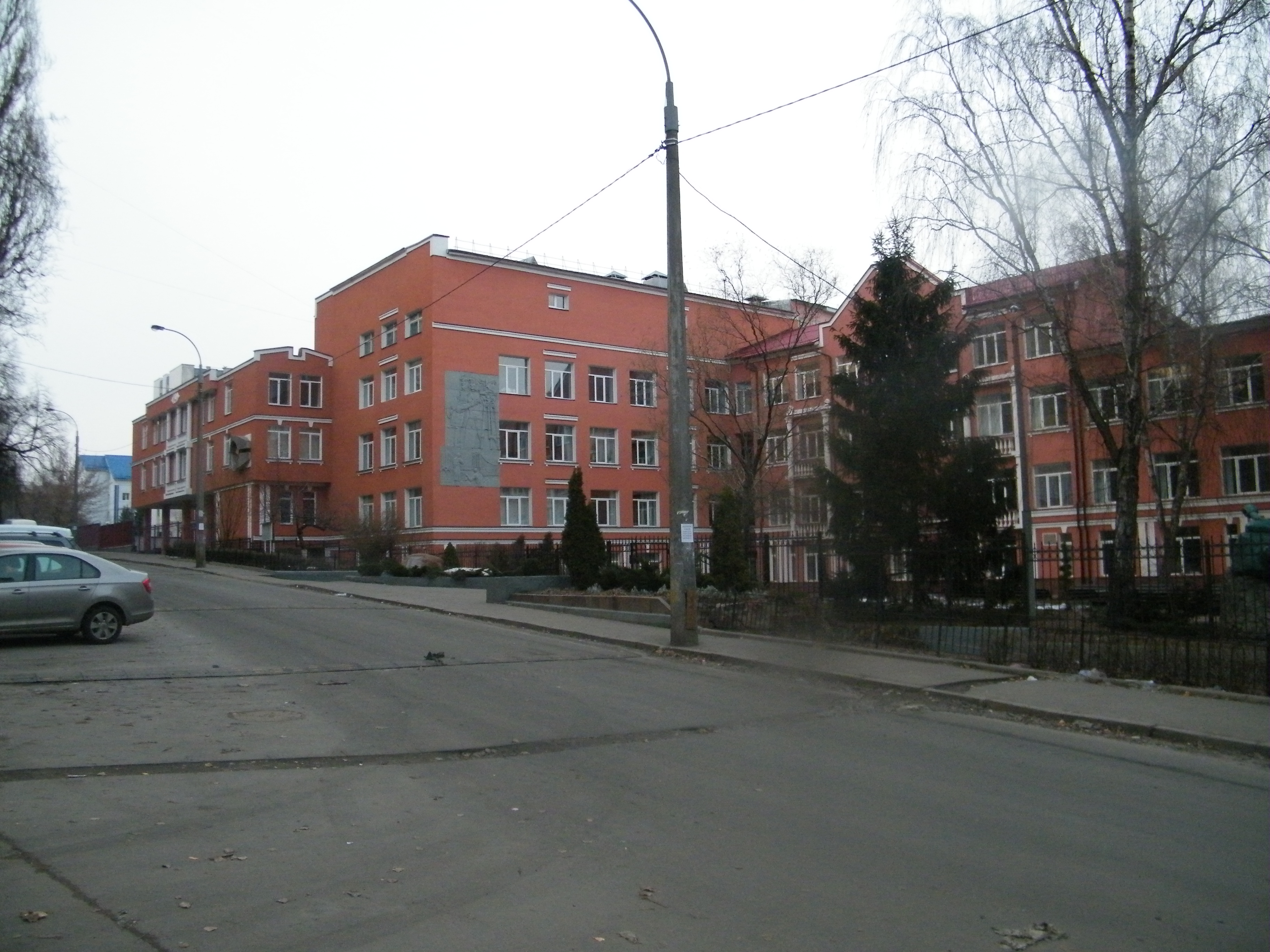
Київський коледж будівництва, архітектури та дизайну
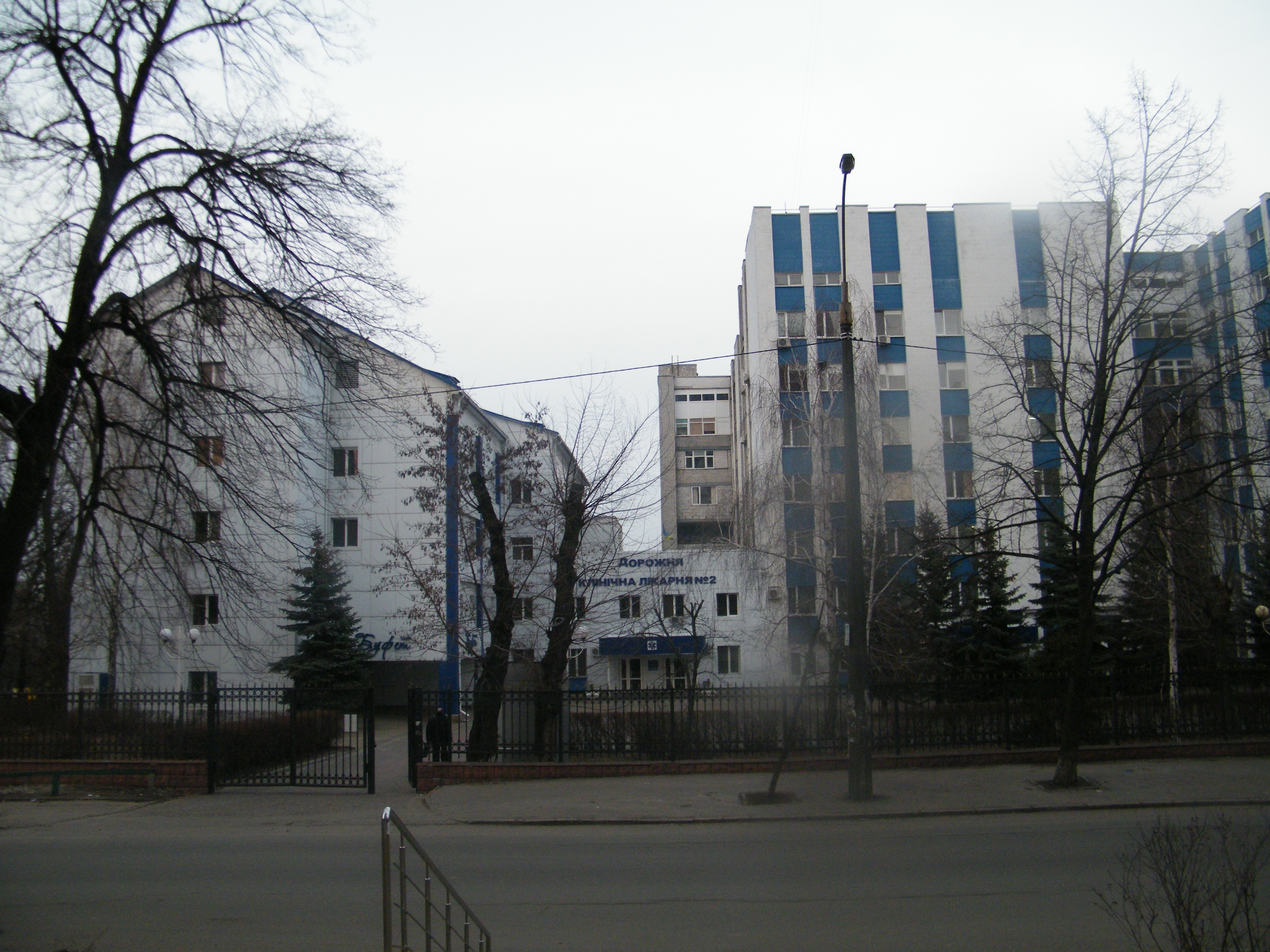
Дорожня клінічна лікарня № 2 Південно-Західної залізниці
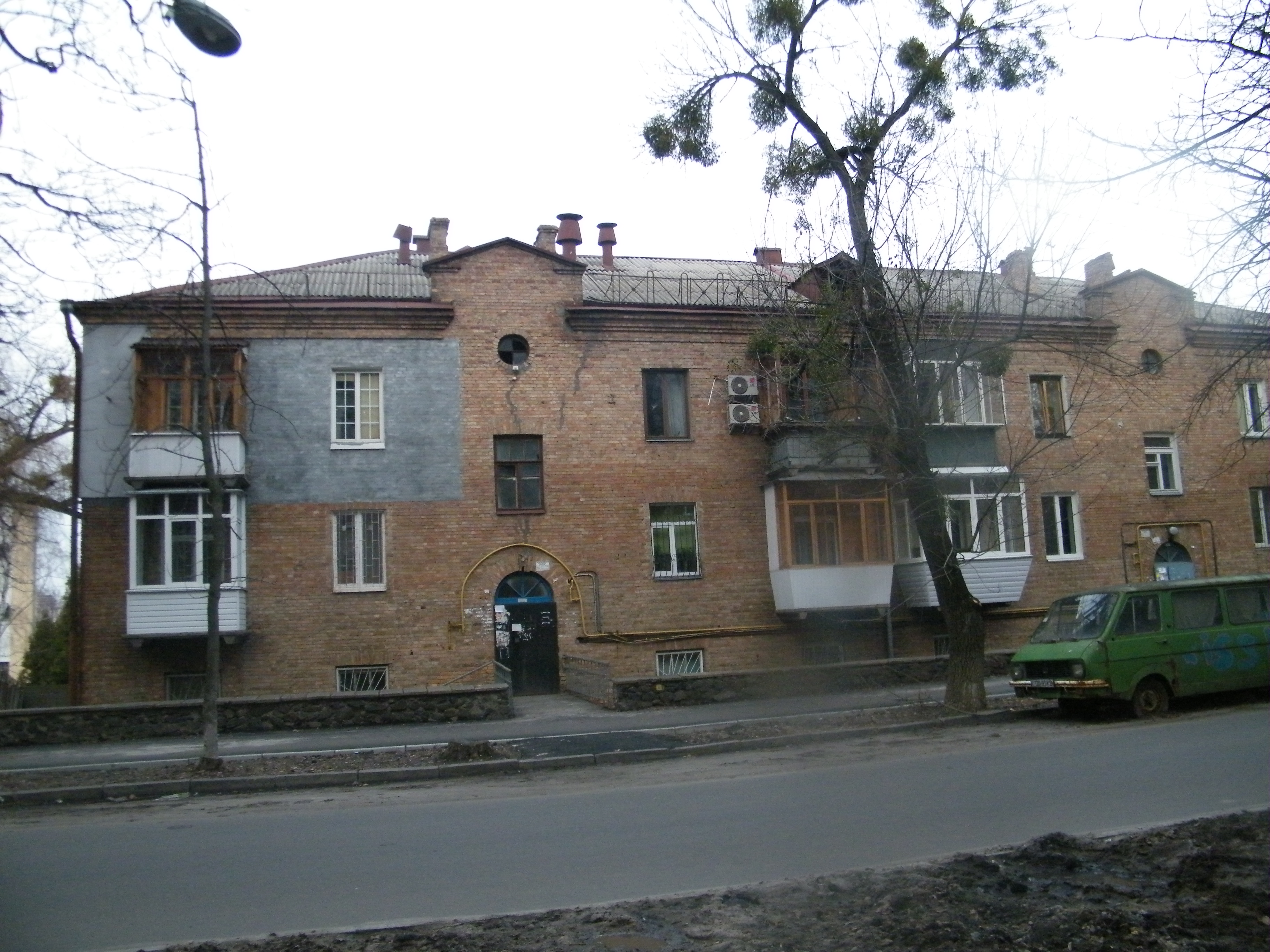
Старий будинок наприкінці вулиці
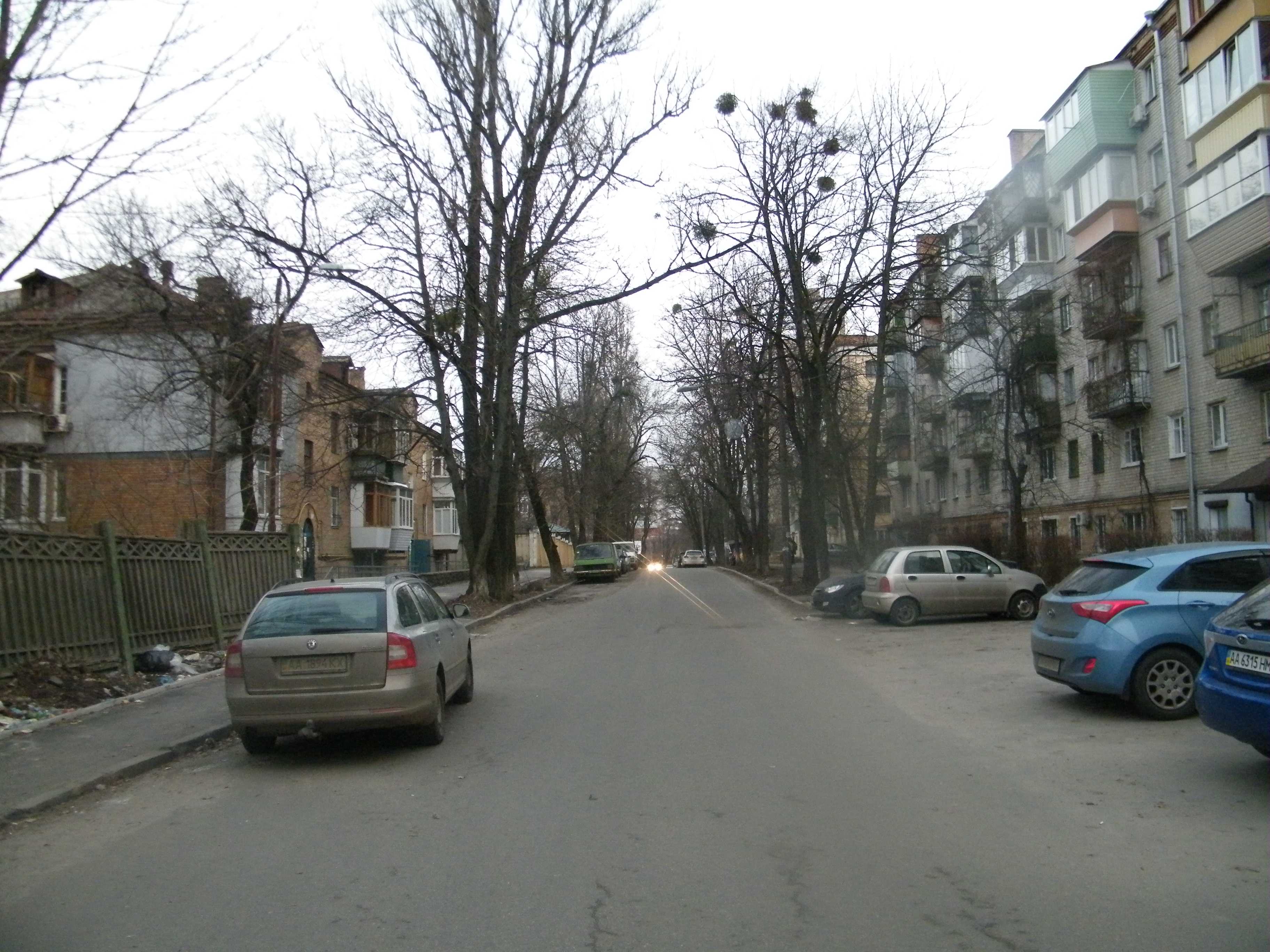
Кінець вулиці від Тополевої вулиці
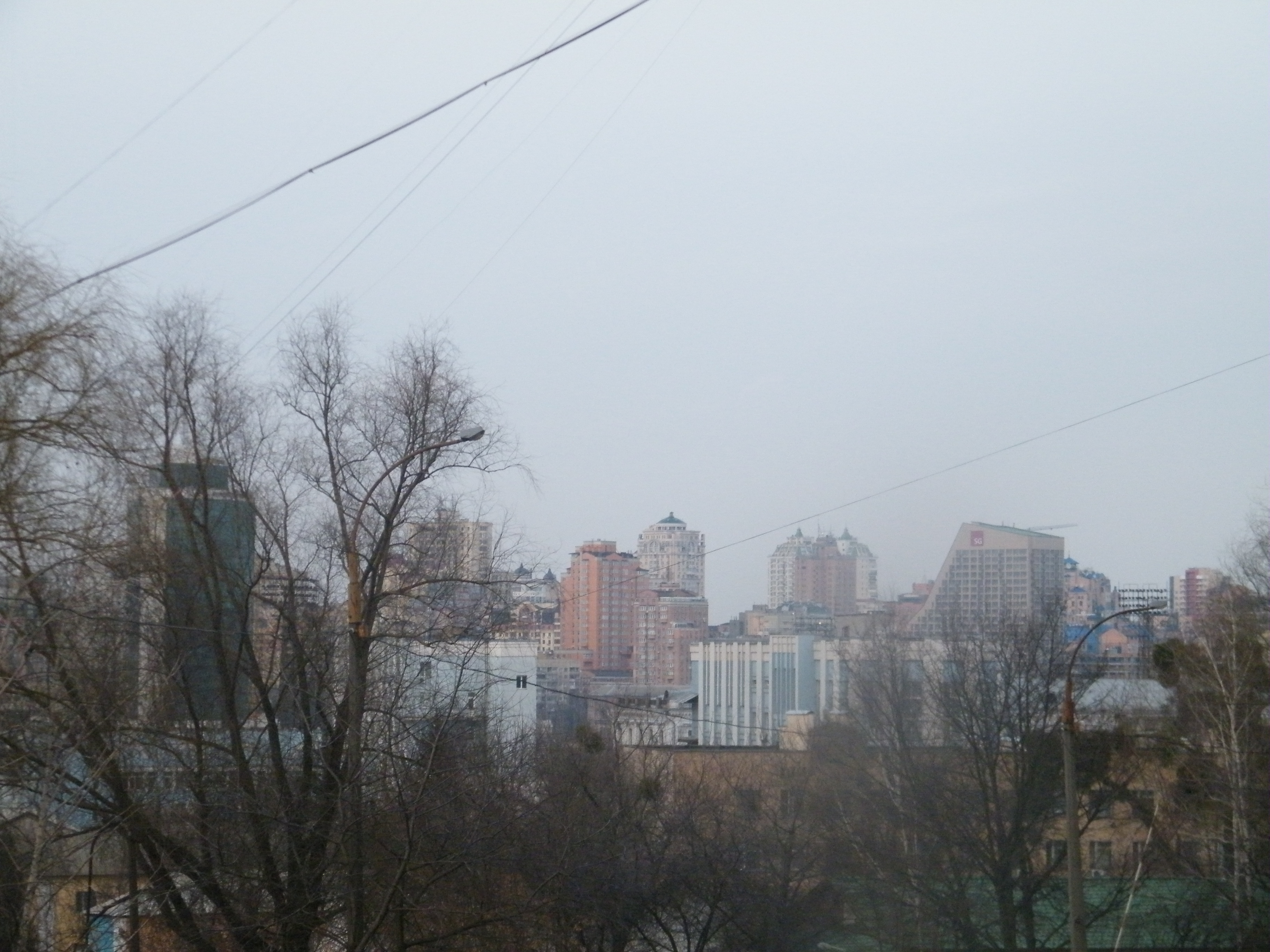
Вид з двору будинку № 4/8 на розі з Тополевою вулицею
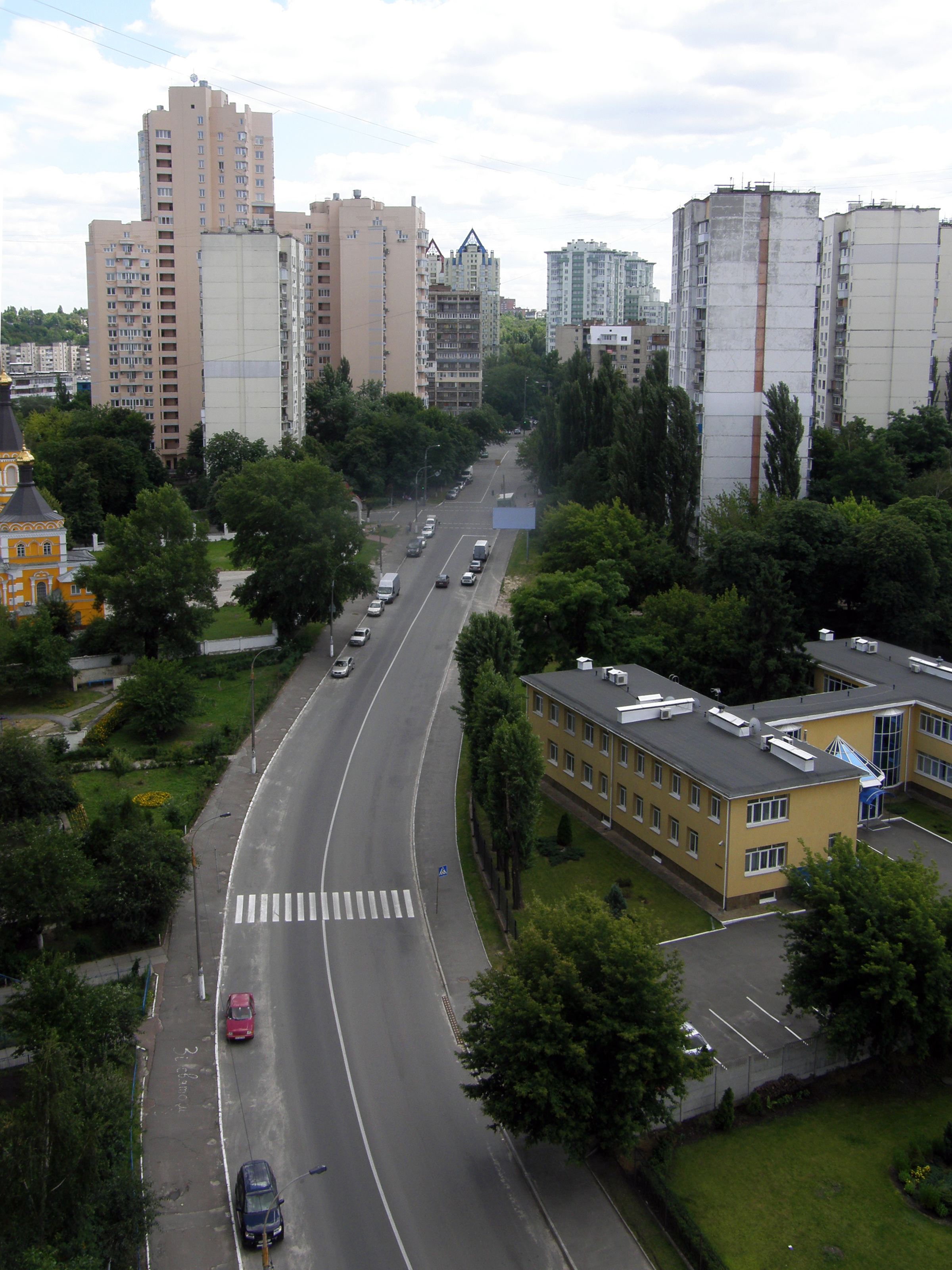
Стадіонна вулиця